# La peste (romanzo)
La peste (La Peste in francese) è un romanzo dello scrittore francese Albert Camus del 1947. Appena pubblicata, l'opera, che rientra nella produzione di Camus definita "Ciclo della rivolta", riscosse grande successo vendendo oltre 160 000 copie nei primi due anni; ottenne tra l'altro il Prix des Critiques.
Nel romanzo, è presente un'autocitazione de Lo straniero; si trova quando la tabaccaia sceglie come argomento di conversazione una notizia di giornale: su una spiaggia, un impiegato aveva freddato un arabo con dei colpi di pistola.

## Trama
La storia è ambientata ad Orano, nell'allora Algeria francese in un imprecisato momento degli anni quaranta («un giorno d'aprile 194...», recita l'incipit). Orano è descritta come una città mercantile senza alberi, senza giardini, senza piccioni, in cui l'arrivo della primavera si avverte solo perché al mercato si vendono i fiori arrivati da fuori.
Tutti i cittadini si dedicano al lavoro e agli affari molto intensamente. Lasciati gli uffici si va al caffè, si passeggia lungo i viali o si sta affacciati sui balconi. In questa città è difficile essere malati o moribondi, perché non si possono avere le attenzioni né la tenerezza che si devono a un malato. Protagonista è Bernard Rieux, medico francese residente a Orano, e il romanzo è condotto come cronaca scritta in terza persona dallo stesso Rieux.
La storia ha inizio con quest'ultimo che accompagna la moglie, gravemente malata, alla stazione di Orano, dove prenderà un treno per raggiungere una non meglio precisata località per curarsi. Poco dopo la partenza della donna, scoppia un'improvvisa moria di ratti. Gli animali vengono trovati morti a migliaia a ogni angolo della città, ma nessuno vi presta più di un ragionevole stupore. È, in realtà, la prima avvisaglia del terribile flagello che sta per abbattersi su Orano.
Dopo la sospetta morte di Michel, anziano portiere del condominio ove risiede Rieux, in città si diffondono casi analoghi: i malati presentano febbre alta, noduli e rigonfiamenti all'inguine e alle ascelle, macchie scure sul corpo e muoiono dopo una delirante, ma breve agonia. Rieux e l'anziano collega Castel riconoscono i sintomi della peste bubbonica. Inizialmente, nessuno vuol prendere in considerazione i sospetti dei due medici, neppure le autorità che temono crisi di panico presso la popolazione. Quando però l'epidemia esplode in tutta la sua violenza devastatrice, da Parigi viene ordinato di chiudere la città con un cordone sanitario, al fine di impedire il propagarsi del contagio.
Gli abitanti di Orano reagiscono ognuno a modo suo. Alcuni non rinunciano ai piaceri della vita di ogni giorno: i bar e i ristoranti restano aperti, mentre a teatro viene riproposta di continuo la rappresentazione di un gruppo di attori rimasti bloccati dal cordone sanitario. Altri, invece, si barricano in casa temendo il contagio. Nonostante il pensiero per la moglie malata, Rieux non si tira indietro dal prestare le cure agli appestati. Viene aiutato da Jean Tarrou, quest'ultimo vero e proprio co-protagonista del romanzo.
Tarrou è figlio di un pubblico ministero francese, destinato, secondo le intenzioni del padre, a intraprendere anch'egli la professione forense. Un giorno, tuttavia, il padre lo aveva invitato ad assistere a una sua arringa in un processo penale, nel quale era riuscito a ottenere la condanna a morte dell'imputato. Il giovane Jean, colpito dalla freddezza con cui il padre aveva chiesto e ottenuto l'esecuzione di un uomo, ne era rimasto inorridito e aveva deciso di lasciare la Francia e di girare per il mondo. Con sé porta sempre dei taccuini, che redige meticolosamente e sui quali, a Orano, descrive l'evolversi dell'epidemia. Tarrou istituisce, altresì, un corpo di volontari per il trasporto degli appestati e dei morti.
Dietro ai due protagonisti si snodano le storie di altri personaggi: Joseph Grand, impiegato comunale impegnato nella stesura di un'opera letteraria sulla cui prima frase non riesce a convincersi; Cottard, un commerciante che, dopo aver tentato il suicidio, si arricchisce lucrando sulla carenza di generi di prima necessità; il padre gesuita Paneloux, che nelle sue prediche parla della peste come una punizione mandata da Dio a causa delle colpe degli uomini.
C'è, infine, Raymond Rambert, un giovane giornalista francese che cerca disperatamente da Rieux un aiuto per tornare in Francia e ricongiungersi alla donna che ama. L'occasione per fuggire, alfine, gli si presenta, ma Tarrou lo ammonisce, facendogli notare come Rieux, nonostante la moglie sia lontana e, per giunta, gravemente malata, presti instancabilmente le sue cure agli ammalati. Colpito dalle parole di Tarrou, Rambert decide di restare e si unisce al corpo dei volontari. L'epidemia intanto dilaga. All'arrivo dell'estate, la peste degenera dalla forma bubbonica a quella polmonare, molto più grave e altamente contagiosa. Nelle scuole, attrezzate provvisoriamente a ospedali, gli appestati aumentano in numero esponenziale.
E cresce sempre di più anche il numero dei morti: centinaia di persone periscono ogni giorno e le autorità cittadine devono cercare nuovi siti ove scavare fosse comuni. In autunno, si accende una speranza: il dottor Castel sviluppa un antidoto che potrebbe contrastare il morbo e guarire gli ammalati. Rieux lo sperimenta sul figlioletto del giudice Othon, colpito dalla peste in maniera assai grave: la cura, tuttavia, non ha effetto e il bambino, al cui capezzale si stringono Rieux, Tarrou e padre Paneloux, che invoca l'aiuto divino per salvarlo, muore dopo atroci sofferenze.
La città sembra ormai rassegnata al disastro. Gli abitanti si chiudono nelle case, mentre anche padre Paneloux muore. Gli stessi Rieux e Tarrou sembrano aver perso le speranze: tra i due nasce una profonda amicizia e decidono per un attimo di staccarsi dalla realtà, concedendosi, una notte, un bagno in mare. Si giunge a Natale e anche Grand viene contagiato: quando l'impiegato sembra ormai prossimo alla fine, Rieux tenta il tutto per tutto, somministrandogli un nuovo siero. La nuova cura funziona: Grand guarisce e, nel frattempo, la peste incomincia a perdere virulenza. Ricompaiono alcuni ratti, mentre il numero degli appestati e dei morti diminuisce sempre di più.
Nella sua ultima fase, però, l'epidemia uccide Othon e, soprattutto, Tarrou. Quest'ultimo, convinto che ormai l'epidemia fosse alla fine, aveva omesso le quotidiane abluzioni nelle sostanze disinfettanti, venendo così contagiato: Rieux, nel frattempo raggiunto dalla notizia della morte della moglie, tenta disperatamente di salvare l'amico somministrandogli il siero, ma ogni sforzo risulta vano. A breve, comunque, l'epidemia giunge al suo epilogo. A febbraio, finalmente, il cordone è levato e la città esplode in festa.
L'unico a non gioire è Cottard, che, deluso dalla fine della situazione a lui vantaggiosa, cade vittima di un raptus di follia e, da una finestra della propria abitazione, dà luogo a una sparatoria sulla folla, prima di essere arrestato dalla gendarmeria. Ma anche Rieux è cauto. Mentre esamina i taccuini lasciatigli da Tarrou, sulla base dei quali stenderà il racconto, ammonisce le autorità sulla necessità di una prevenzione contro un eventuale futuro ritorno della peste, i cui bacilli possono restare inerti per anni prima di colpire ancora.

## Personaggi

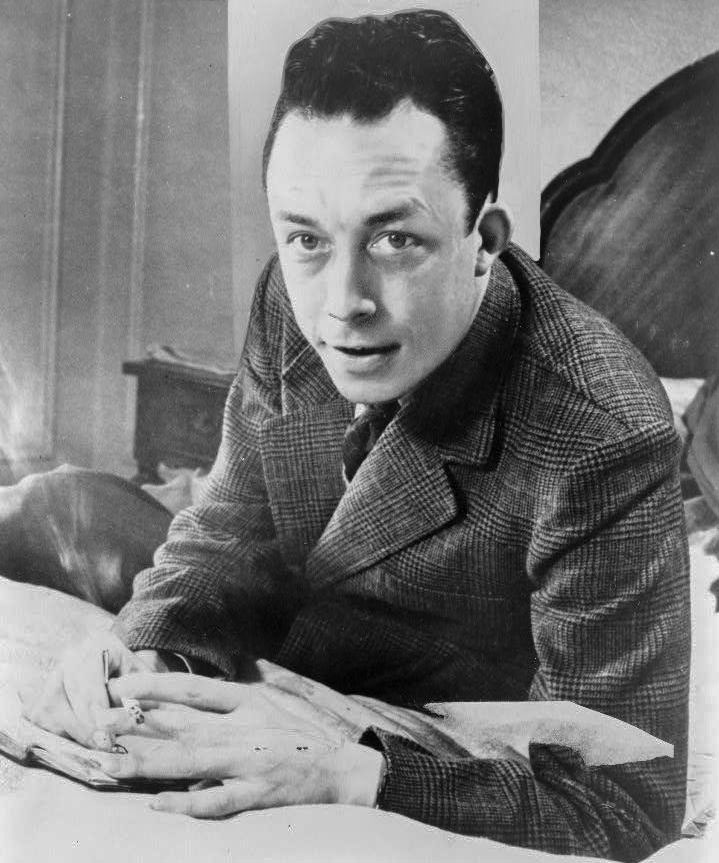
Albert Camus, premio Nobel per la letteratura nel 1957

- Bernard Rieux: medico che lotta contro la peste per tutto il romanzo; è il narratore della cronaca. Lo scrisse per dire: « In mezzo ai flagelli s’impara che negli uomini ci sono più cose da ammirare che da disprezzare ».
- Jean Tarrou: figlio di un pubblico ministero francese. Nel suo taccuino annota la cronaca dell'epidemia. Aiuta Rieux nella lotta contro la malattia.
- Joseph Grand: segretario comunale che sta redigendo un romanzo, di cui riscrive continuamente la prima frase al fine di ottenerne una forma perfetta. Egli è il primo a guarire dalla peste, nel giorno di Natale.
- Cottard: uomo il cui suicidio viene impedito da Joseph Grand; lucra sulla penuria dei generi di prima necessità durante l'epidemia, per poi essere vittima, in occasione della festa per la fine della peste, di un raptus di follia, a causa del quale spara sulla folla e viene arrestato dalla gendarmeria. Rappresenta i cosiddetti collaborazionisti francesi durante la Seconda guerra mondiale, che costituirono un governo francese a Vichy, complice delle forze di occupazione tedesche.
- Padre Paneloux: gesuita che interpreta la peste come flagello divino. Muore di peste. Incarna, nella dimensione storica del romanzo, i cristiani della Resistenza.
- Raymond Rambert: giornalista parigino che cerca in ogni modo di scappare dalla città per tornare dalla donna amata; abbandona l'idea di fuga per aiutare Rieux. Nella dimensione storica del racconto, vede in questo personaggio la figura di Jean-Paul Sartre che raggiungerà la Resistenza soltanto verso la fine della guerra, con un posto nel giornale Combat diretto da Albert Camus.
- Michel: portiere di Rieux; è il primo a morire di peste. Rappresenta, assieme agli altri morti durante i primi mesi, le prime vittime della peste
- Castel: vecchio dottore che sviluppa un siero contro la peste
- Othon: giudice istruttore. Dopo la morte del figlio, perde l'indifferenza verso la malattia e decide di aiutare Rieux. Muore alla fine del romanzo.
- Richard: altro medico della città. Muore verso la fine del romanzo.
- Madre di Rieux: arriva a Orano per aiutare il figlio a causa dell'assenza della moglie.
- Moglie di Rieux: si allontana dalla città prima dell'inizio dell'epidemia per il trattamento di una grave malattia; la notizia della sua morte giunge a Rieux poco dopo la morte di Tarrou.

## Trasposizioni cinematografiche
Yesterday, Today, Tomorrow (Zuo ye meng hun zhong) film del 1970 di Kong Lung prodotto a Hong Kong, è liberamente ispirato a La peste. Il film, che racconta di un misterioso virus che colpisce la città portato dai topi, venne pesantemente censurato dalle autorità filocinesi dell'epoca per le possibili implicazioni politiche in quanto il virus e la situazione di panico scatenatasi venne vista come una metafora della Rivoluzione Culturale. Il film, della durata originaria di oltre due ore, venne sequestrato dalle autorità e ridotto a una versione compromessa di 72 minuti senza il consenso del regista. La sceneggiatura originale è comunque sopravvissuta grazie alla Hong Kong Film Archive.
Il film jugoslavo Variola Vera del 1982 del regista serbo Goran Marković è anch'esso liberamente ispirato a La peste di Camus. Ufficialmente il film è ispirato all'epidemia di vaiolo che colpì la Jugoslavia nel 1972 (l'ultimo focolaio finora registrato in Europa) a causa di un pellegrino kosovaro rientrato dal Medio Oriente, ma il regista raccontò in un'intervista di aver progettato un film ispirato al romanzo da anni ma di non averlo mai potuto realizzare per le possibili implicazioni politiche che una trasposizione dell'opera avrebbe avuto. L'epidemia del 1972 divenne così un pretesto per poter realizzare il film, mentre il virus divenne la metafora di una "forza oscura" più grande con riferimenti alla situazione politica del paese dell'epoca.
A La peste è ispirato l'omonimo film del regista argentino Luis Puenzo (1992), ambientato negli anni Novanta in un innominato stato sudamericano.

## Traduzioni italiane
- La peste, traduzione di Beniamino Dal Fabbro, Milano, Bompiani, 1948.
- La peste, traduzione di Yasmina Mélaouah, Collana Classici contemporanei, Milano, Bompiani, 2017, ISBN 978-88-45-28351-2.